# Semprònia (esposa de Brutus)
Semprònia (en llatí Sempronia) va ser una dama romana. Es va casar amb Dècim Juni Brutus, cònsol l'any 77 aC.
Era una dona de grans atractius personals, amb aficions literàries i una bona escriptora, però tenia un caràcter llicenciós. Va participar en la conspiració de Catilina però el seu marit no en sabia res. Quint Asconi parla d'una Semprònia, filla de Tudità i mare de Publi Clodi Pulcre, i diu que va testificar al judici contra Miló l'any 52 aC i que probablement és la mateixa persona.